# 몬테파트리아
몬테파트리아(스페인어: Monte Patria)는 칠레 코킴보 주 리마리 현의 코무나이다.